# Metopoceras draudti
Metopoceras draudti är en fjärilsart som beskrevs av Brandt 1939. Metopoceras draudti ingår i släktet Metopoceras och familjen nattflyn. Inga underarter finns listade i Catalogue of Life.